# یوری ایزدریک
یوری ایزدریک (انگلیسی: Yuriy Izdryk؛ زادهٔ ۱۶ اوت ۱۹۶۲) نویسنده، شاعر اهل اتحاد جماهیر شوروی سوسیالیستی است.